# Neotroponiscus plaumanni
Neotroponiscus plaumanni är en kräftdjursart som först beskrevs av Andersson 1960.  Neotroponiscus plaumanni ingår i släktet Neotroponiscus och familjen Bathytropidae. Inga underarter finns listade i Catalogue of Life.